# Fitz James O'Brien
Fitz James O'Brien (31 de desembre de 1828 – 6 d'abril de 1862) fou un contista i escriptor irlandés. En la línia d'Edgar Allan Poe, Ambrose Bierce i Lovecraft, es considera un precursor de la ciència-ficció. La seua vida fou tan llegendària com la seua literatura.

## Vida i obra
El seu nom real era Michael O'Brien, i nasqué al comtat de Cork, tot i que la seua família es traslladà al comtat de Limerick, Irlanda. S'educà en la Universitat de Dublín, i sembla que es va enrolar durant un temps en l'exèrcit britànic. En acabar els estudis marxa a Londres, i en dos anys va dilapidar la quantiosa herència que havia rebut (unes 8.000 lliures de l'època), mentre que editava un diari en ajuda de la guerra. Cap al 1852 viatja als Estats Units, i es canvia llavors el nom per Fitz James. D'aleshores ençà dedica tots els seus esforços a la vida bohèmia i a la literatura.
Ja a l'escola havia demostrat una certa aptitud per la poesia, i dos poemes seus, Loch Ine i Irish Castles aparegueren en The Ballads of Ireland (1856).
Tota la seua obra es publicà en premsa. Els seus primers escrits als Estats Units eren col·laboracions per al diari Lantern, llavors editat per John Brougham. Després escrigué per al Home Journal, The New York Times i American Whig Review.
La seua primera vinculació fou amb la revista Harper's Magazine, i hi comença al febrer de 1853 amb The Two Skulls, (Les dues calaveres). Participà en aquesta revista amb més de seixanta treballs en prosa i vers. També en el New York Saturday Press, Putnam's Magazine, Vanity Fair i l'Atlantic Monthly.
O’Brien també va escriure obres de teatre, sense gaire èxit.
La seua vida social a la ciutat de Nova York era molt intensa. En les vetlades es relacionà amb els bohemis de llavors, que li deien “l'ànima de la festa”.
Amb motiu de la Guerra de Secessió, el 1861 s'allista per a l'exèrcit unionista, en la Guàrdia Nacional. Es distingí en el combat, i aconseguí el grau de capità. Va ser greument ferit al febrer de 1862, i estigué agonitzant fins al mes d'abril. Va morir, a Cumberland, Maryland, als 33 anys.
El seu amic William Winter aplegà els seus poemes i contes en The Poems and Stories of Fitz James O'Brien (Boston, 1881), al qual s'afegiren els records personals dels amics que li van sobreviure.
Entre les narracions, molt psicològiques i dotades d'un estil àgil i eficaç, cal destacar el seu relat fantàstic més important, La lent de diamant, que crea un univers microscòpic poblat d'encantadors éssers, i El forjador de miracles (The wonder smith). Aquests relats es consideren antecedents de la literatura de ciència-ficció. Un altre conte seu Què ha estat això? (What was it?) es diu que va servir d'inspiració a Guy de Maupassant per a la seua narració de terror L'Horlà.